# PYL
PYL(Premium Younique Lifestyle)은 현대자동차가 개성을 지닌 소비자를 대상으로 이에 맞는 자동차와 혜택을 제공하기 위해 만든 자동차 서비스 브랜드이다. 그러나, 판매가 저조하여 P 팔리지 않는 Y 양산차 L 라인업이라는 비판도 나오고 있다.

## 연혁
- 2010년 : PYL(Premium Youth Lab) 런칭
- 2011년 3월 : 벨로스터 런칭쇼 ‘15days Show’ 개최
- 2011년 10월] : i30 런칭쇼 ‘i-FESTA’ 개최
- 2012년 9월 : 브랜드 명을 Premium Younique Lifestyle로 변경하고 i40를 라인업에 추가
- 2012년 10월 : 브랜드 런칭쇼 ‘Auto Runway Show’ 개최
- 2012년 10월 : 'PYL 유니크 앨범 Vol.1 with S.M. entertainment' 발표

## 관련 차종
- 현대 i30
- 현대 i30CW
- 현대 i40 왜건
- 현대 i40 살룬(세단)
- 현대 벨로스터

## 같이 보기
- 현대자동차
- 제네시스